# УД Ибиса
„Унион Депортива Ибиса“ (на испански: Unión Deportiva Ibiza) или просто Ибиса е испански футболен клуб от едноименния град Ибиса, Балеарските острови. Домакинските си срещи играе на градския стадион „Кан Мисес“ в едноименния град с капацитет 5 000 зрители.

## История
КД Ибиса е основан през 2015 година с което заменя бившия отбор в лигата „УД Ибиса-Ейвиса“ играещ два сезона в Сегунда Б дивисион. През юни 2017,клубът влиза в Терсера дивисион след два сезона пребиваване в Регионалната лига.
На 7 август 2018, след блокирането на „ФК Лорка“ да участва в Сегунда дивисион Б, „Ибиса“ плаща дълговете на „Лорка“ и административно заема мястото им в Третата по сила дивизия.

## Предишни имена
| Години      | Име                                              |
| ----------- | ------------------------------------------------ |
| 1956 – 1997 | СД Ибиса Sociedad Deportiva Ibiza                |
| 1995 – 1997 | УД Ибиса Unión Deportiva Ibiza                   |
| 1997 – 2001 | КЕ Ейвиса Club Esportiu Eivissa                  |
| 2001 – 2007 | СД Ейвиса Sociedad Deportiva Eivissa             |
| 2007 – 2009 | СЕ Ейвиса-Ибиса Societat Esportiva Eivissa-Ibiza |
| 2009 – 2010 | УД Ибиса-Ейвиса Unión Deportiva Ibiza-Eivissa    |
| 2015 –      | УД Ибиса Unión Deportiva Ibiza                   |

## Успехи
- Терсера дивисион:
  -  Трето място (1): 2017/18
- Регионална лига:
  -  Шампион (1): 2016/17
- Копа дел Рей:
  - 1/32 финалист (1): 2019/20 загубен от „Барселона“ с 1:2.